# Cholet-Pays de Loire 1999
La Cholet-Pays de Loire 1999, ventiduesima edizione della corsa e valida come evento del circuito UCI categoria 1.2, fu disputata il 21 marzo 1999 su un percorso di 202 km. Fu vinta dall'estone Jaan Kirsipuu che giunse al traguardo con il tempo di 5h03'32" alla media di 39,93 km/h.
Partenza con 148 ciclisti, dei quali 49 portarono a termine il percorso.

## Ordine d'arrivo (Top 10)
| Pos. | Corridore          | Squadra         | Tempo    |
| ---- | ------------------ | --------------- | -------- |
| 1    | Jaan Kirsipuu      | Casino          | 5h03'32" |
| 2    | Juris Silovs       | Home-J. & J.    | a 1"     |
| 3    | Rik Verbrugghe     | Lotto           | s.t.     |
| 4    | Jean-Cyril Robin   | Franç. des Jeux | a 19"    |
| 5    | Stéphane Heulot    | Franç. des Jeux | a 27"    |
| 6    | Stive Vermaut      | Vlaanderen2002  | s.t.     |
| 7    | Frédéric Delalande | Crédit Agricole | s.t.     |
| 8    | Fabien De Waele    | Lotto           | a 30"    |
| 9    | Nicolaj Bo Larsen  | Home-J. & J.    | s.t.     |
| 10   | Kris Gerits        | Vlaanderen2002  | s.t.     |